# Апышков, Владимир Петрович
Владимир Петрович Апы́шков (23 января 1871, Москва — 13 мая 1939, Ленинград) — русский и советский военный инженер, архитектор. Преподаватель, критик и теоретик архитектуры. Строил мосты через Неву в Петербурге, военные объекты, особняки и доходные дома. Прославился программной монографией «Рациональное в новейшей архитектуре» (1905) — аналитическим обзором исторических и современных направлений в архитектуре, манифестом в пользу рациональной функциональности построек.

## Биография
Родился в семье инженера-строителя, обучался в Полтавском кадетском корпусе 1888, Александровском военном училище, Михайловском артиллерийском училище 1891. В 1891—1898 служил в войсках. В 1898 вернулся в Петербург для обучения в Николаевской инженерной академии, одновременно посещая классы архитектуры Императорской Академии художеств; окончил Николаевскую академию в 1901 и был оставлен в преподавательском составе.
В 1905 опубликовал программную монографию «Рациональное в новейшей архитектуре» — крупнейшее исследование путей развития архитектуры в своём периоде. Многие теоретические положения Апышкова впоследствии вошли в основы советской архитектурной теории и её марксистско-ленинского «идейного обоснования». В 1909—1910 путешествует по городам русского Севера и Кавказа, собирает исторические материалы, впоследствии обобщенные в его курсе «Русского деревянного зодчества».
Как строитель-практик в 1906—1907 построил петербургский особняк С. Н. Чаева (улица Рентгена, 9) — один из лучших памятников петербургского северного модерна (в 1913, для того же Чаева Апышков выстроил и дачу на Каменном острове). В 1907 проектирует московский доходный дом М. А. Симоновой (Николопесковский переулок, 5) — редкий для Москвы памятник северного модерна.
В 1908—1913 построил два сохранившихся моста через Неву в СПБ — Мост Петра Великого и Финляндский мост (в соавторстве с Н. A. Белелюбским, Г. Г. Кривошеиным, Л. Н. Бенуа и др.). Его проект Сампсониевского моста не был реализован. В 1912—1918 кадровый офицер Апышков проектирует и строит военные объекты и Институт Металлов в СПБ, завод в Пензе; по его петербургскому проекту строится 2-е Киевское инженерное училище.
В советское время Апышков вступил в РККА, продолжал преподавать в Военно-инженерной академии, с 1922 — декан академии. Автор учебников по военному строительству. В 1932, вместе с академией, переехал в Москву, где спроектировал корпуса военного санатория в Архангельском (1934—1937). Вышел в отставку по болезни в 1936 году, вернулся в Ленинград, где и умер 13 мая 1939 года. Похоронен на Большеохтинском кладбище.

## Проекты и постройки
- Проект Пантелеймоновского и Чернышёва мостов через Фонтанку, совместно с Г. Г. Кривошеиным (1903—1906, Санкт-Петербург), не осуществлены;
- Проект Дворцового моста в Санкт-Петербурге. Военные инженеры: подполковник Апышков, профессор полковник Кривошеин, профессор генерал-майор ТюринПроект Дворцового моста в Санкт-Петербурге, совместно с Г.Г. Кривошеиным и В.Г. Тюриным
- Проект бульвара и трамвайной линии на месте Екатерининского канала (190, Санкт-Петербург), не осуществлён;
- Дом попечительства императрицы Марии Александровны о слепых (внутренняя перестройка). Санкт-Петербург. Глинки ул., 13 (1904)[2];
- Конкурсный проект дома дешёвых квартир Г. Г. Солодовникова, совместно с В. Л. Лучинским (1906, Москва), не осуществлён; II премия;
- Особняк С. Н. Чаева (1906—1907, Санкт-Петербург, улица Рентгена, 9)[3][4][5];
- Доходный дом М. А. Симоновой, строил Д. В. Стерлигов (1908—1910, Москва, Николопесковский переулок, 5);
- Мост имени Петра Великого (Большеохтинский), совместно с архитектором Г. Г. Кривошеиным, при участии Л. Н. Бенуа, С. П. Бобровского и Г. П. Передерия (1908—1911, Санкт-Петербург)[6];
- Проект Сампсониевского моста через Большую Невку (1900-е, Санкт-Петербург);
- Железнодорожный (Финляндский) мост через Неву, при участии Н. Л. Белелюбского, Г. Г. Кривошеина (1911—1913, Санкт-Петербург)[7];
- Надстройка жилого дома (1912, Санкт-Петербург, Мытнинская улица, 9)[8];
- Центральная научно-техническая лаборатория военного ведомства — шесть корпусов, включая жилой дом для сотрудников (1912—1914, Санкт-Петербург, Парадная улица, Восьмая Госпитальная улица)[9][10][11];
- Особняк Н. И. Чаева (1913, Санкт-Петербург, набережная Малой Невки, 16)[12];
- Флигель особняка Чаева. Малой Невки наб., 18 (1913—1914)[13];
- Особняк графа Петра Стенбок-Фермора, совместно с Василием Баумгартеном (1913—1914, Санкт-Петербург, пр. Динамо, 24)[14];
- Казармы конногвардейского полка (1914, Санкт-Петербург, Красногвардейский переулок, 5);
- Проект Пензенского трубочного завода (1915, Пенза, Велосипедный завод);
- Участие в постройке алюминиевого завода (1916, Пензенская область ?);
- Стрелковый тир лейб-гвардии Преображенского полка (1910-е, Санкт-Петербург, Парадная улица, 4)[15];
- Здание Института металлов (1910-е, Санкт-Петербург);
- Художественная ограда усадьбы С. Н. Чаева (Санкт-Петербург, Песочная улица, 6в), не сохранилась[16];
- Проект расширения инженерного училища (1910-е, Санкт-Петербург), не осуществлён; использован для постройки здания 2-го инженерного училища в Киеве;
- Участие в проектировании Свирьстроя и Волховстроя (1924—1932);
- Проекты воинских зданий для гарнизонов (1924—1932, Москва, Ленинград);
- Проектирование Электротехнической академии (1924—1932, пос. Лесной);
- Проект здания школы ВЦИК (1929, Москва, Московский Кремль);
- Корпуса санатория Министерства обороны СССР, совместно с Н. С. Касперовичем (1934—1937, Архангельское).

## Галерея
- Проект особняка С. Н. Чаева
- Особняк С. Н. Чаева (ул. Рентгена, 9)
- Большеохтинский мост
- Финляндский железнодорожный мост
- Доходный дом М. А. Симоновой в Москве
- Церковь иконы Казанской Божией Матери в Вырице
- Проект Дворцового моста. Военные инженеры: подполковник Апышков, профессор полковник Кривошеин, профессор генерал-майор Тюрин

## Награды Российской империи
- Орден Святой Анны 3-й ст.(1907)
- Орден Святого Станислава 2-й. (1912)